# 罗恩·米拉尔
Ron Millar，是Black & White 2的首席设计师，现在是LucasArts的游戏《Indiana Jones》的首席设计师。此前，他曾在JALECO娱乐担任游戏精灵指挥官的首席设计师公司，在Redline Games担任被取消的游戏第三世界的首席设计师，在暴雪娱乐参与《星际争霸》和《魔兽争霸II：黑暗之潮》的工作。